# Guillermo Vallori
Guillermo Vallori (Palma de Mallorca, el 24 de junio de 1982) es un futbolista español. Juega de central.

## Clubes
| 2003/04                      | RCD Santa Ponsa              | España   | Tercera División | 36 | 7 | - | - |
| 2004/05                      | Peña Deportiva Santa Eulalia | España   | Tercera División | 38 | 9 | - | - |
| 2005/06                      | Peña Deportiva Santa Eulalia | España   | Tercera División | 37 | 7 | - | - |
| 2006/07                      | Peña Deportiva Santa Eulalia | España   | Tercera División | 37 | 4 | - | - |
| 2007/08                      | Grasshopper-Club Zürich      | Suiza    | Super Liga Suiza | 34 | 3 | 3 | 0 |
| 2008/09                      | Grasshopper-Club Zürich      | Suiza    | Super Liga Suiza | 35 | 1 | 4 | 2 |
| 2009/10                      | Grasshopper-Club Zürich      | Suiza    | Super Liga Suiza | 26 | 1 | - | - |
| 2010/11                      | Grasshopper-Club Zürich      | Suiza    | Super Liga Suiza | 35 | 0 | 2 | 3 |
| 2011/12                      | Grasshopper-Club Zürich      | Suiza    | Super Liga Suiza | 11 | 1 | - | - |
| 2011/12                      | 1860 Múnich                  | Alemania | 2. Bundesliga    | 11 | 2 | - | - |
| 2012/13                      | 1860 Múnich                  | Alemania | 2. Bundesliga    | 31 | 3 | 1 | 1 |
| 2013/14                      | 1860 Múnich                  | Alemania | 2. Bundesliga    | 30 | 1 |   |   |
| Actualizado en julio de 2014 |                              |          |                  |    |   |   |   |